# Oscar Kreuzer
Oscar Kreuzer (Frankfurt am Main, 14 de junho de 1887 - Wiesbaden, 3 de maio de 1968) foi um tenista e jogador de rubgy alemão, medalhista olímpico em simples em 1912.